# Aconitum iidemontanum
Aconitum iidemontanum är en ranunkelväxtart som beskrevs av Y. Kadota, Kita och Ueda. Aconitum iidemontanum ingår i släktet stormhattar, och familjen ranunkelväxter. Inga underarter finns listade i Catalogue of Life.